# ライヴ!!イン・ヨーロッパ 2000-2001
『ライヴ!!イン・ヨーロッパ 2000-2001』（Live on the Edge of Forever）は、アメリカ合衆国のプログレッシブ・メタル・バンド、シンフォニー・エックスが2001年に発表したライブ・アルバム。

## 概要
シンフォニー・エックス初のライブ・アルバム（2枚組）で、5thアルバム『ファイヴ-新・神話組曲』のリリースに伴う2000年から2001年にかけて行われたヨーロッパ・ツアーのうち、パリのエリーゼ・モンマルトルでのライブを収録。
ディスク1では当時の最新アルバム『ファイヴ-新・神話組曲』の最初の3分の2の楽曲が演奏され、3rdアルバム『ザ・ディヴァイン・ウィングス・オブ・トラジディ』からの 「ジ・アイ・オブ・メデューサ」で幕を閉じる。ディスク2では、4thアルバム『トワイライト・イン・オリンポス』からの30分（「スモーク・アンド・ミラーズ」、「チャーチ・オブ・ザ・マシーン」、「スルー・ザ・ルッキング・グラス」）で始まり、最後は、約20分の3rdアルバムのタイトル曲「ザ・ディヴァイン・ウィングス・オブ・トラジディ」で幕を閉じる。マイケル・ロメオはいくつかの楽曲のギターソロの演奏時間を長めにアレンジしているが、概ねアルバムでの演奏を忠実に再現している。1st、2ndアルバムからの楽曲は演奏されていない。

## 収録曲

### ディスク1
| #         | タイトル                                        | 作詞  | 作曲・編曲 | 時間 |
| --------- | ----------------------------------------------- | ----- | ---------- | ---- |
| 1.        | 「Prelude」                                     |       |            | 1:38 |
| 2.        | 「Evolution (The Grand Design)」                |       |            | 5:18 |
| 3.        | 「Fallen / Transcendence (Segue)」              |       |            | 6:31 |
| 4.        | 「Communion and the Oracle」                    |       |            | 7:39 |
| 5.        | 「The Bird-Serpent War」                        |       |            | 3:40 |
| 6.        | 「On the Breath of Poseidon (Segue)」           |       |            | 5:10 |
| 7.        | 「Egypt」                                       |       |            | 7:05 |
| 8.        | 「The Death of Balance / Candlelight Fantasia」 |       |            | 5:53 |
| 9.        | 「The Eyes of Medusa」                          |       |            | 4:32 |
| 合計時間: | 合計時間:                                       | 47:26 |            |      |

### ディスク2
| #         | タイトル                        | 作詞  | 作曲・編曲 | 時間  |
| --------- | ------------------------------- | ----- | ---------- | ----- |
| 1.        | 「Smoke and Mirrors」           |       |            | 6:35  |
| 2.        | 「Church of the Machine」       |       |            | 7:22  |
| 3.        | 「Through the Looking Glass」   |       |            | 14:09 |
| 4.        | 「Of Sins and Shadows」         |       |            | 7:23  |
| 5.        | 「Sea of Lies」                 |       |            | 4:05  |
| 6.        | 「The Divine Wings of Tragedy」 |       |            | 19:55 |
| 合計時間: | 合計時間:                       | 59:29 |            |       |

## スタジオ・アルバムとの相違点
- 「チャーチ・オブ・ザ・マシーン」と「ザ・ディヴァイン・ウィングス・オブ・トラジディ」の前奏部分がオミットされている。
- 「スルー・ザ・ルッキング・グラス」 は中間パートの演奏が延長されている。
- 特筆すべき点として『ファイヴ-新・神話組曲』の楽曲はキーボードパートがギターとベースで演奏されている。
- 「ザ・ディヴァイン・ウィングス・オブ・トラジディ」のエンディングパートでラッシュの8thアルバム『ムーヴィング・ピクチャーズ』収録の「YYZ」 のエンディングパートが挿入されている。

## 参加ミュージシャン
- ラッセル・アレン (ボーカル)
- マイケル・ロメオ (ギター)
- マイケル・レポンド (ベース)
- ジェイソン・ルロ (ドラムス)
- マイケル・ピネーラ (キーボード)